# Biografielijst Vj

## Vja
- Rem Vjachirev (1934), Russisch oligarch
- Arkadi Vjatsjanin (1984), Russisch zwemmer
- Pjotr Vjazemski (1792-1878), Russisch schrijver, dichter en criticus